# Branford Taitt
Sir Branford Mayhew Taitt KA (* 15. Mai 1938; † 15. Februar 2013) war ein Politiker aus Barbados von der Democratic Labour Party (DLP).

## Leben
Taitt wurde nach dem erneuten Wahlsieg der Democratic Labour Party bei den Wahlen zum House of Assembly 1971 von Premierminister Errol Walton Barrow als Minister für Handel, Industrie und Gewerbe (Minister of Trade, Industry and Commerce) erstmals in eine Regierung berufen und bekleidete diese Funktion bis zur Niederlage der DLP gegen die Barbados Labour Party (BLP) und dem Ende der Amtszeit Barrows am 8. September 1976.
Nachdem Barrow nach dem Sieg der DLP bei den Wahlen zum House of Assembly am 29. Mai 1986 erneut Premierminister wurde, berief dieser ihn zum Minister für Tourismus und Industrie (Minister of Tourism and Industry) in dessen Kabinett. Allerdings berief Barrow nicht ihn oder Richie Haynes zum stellvertretenden Premierminister, sondern den bisherigen stellvertretenden Oppositionsführer (Deputy Leader of Opposition) Lloyd Erskine Sandiford.
Nachdem Sandiford nach dem Tod Barrows neuer Premierminister wurde, ernannte dieser ihn am 2. Juni 1987 zum Gesundheitsminister (Minister of Health). Diese Funktion bekleidete Taitt bis 1993, ehe er von Sandiford 1993 im Rahmen einer neuerlichen Kabinettsumbildung zum Außenminister und damit zum Nachfolger von Maurice King ernannt wurde. Das Amt des Außenministers hatte er bis zur Niederlage bei den Wahlen zum House of Assembly und dem Ende von Sandifords Amtszeit am 7. September 1994 inne.
Für seine langjährigen politischen Verdienste wurde Taitt 2010 zum Knight of St Andrew des Order of Barbados geschlagen und führte seither den Namenszusatz „Sir“.